# Stanislas-Marie Maillard
Stanislas-Marie Maillard (11. prosince 1763, Gournay-en-Bray – 15. dubna 1794, Paříž) byl francouzský revolucionář.

## Životopis
Stanislas-Marie Maillard se zúčastnil útoku na Bastilu 14. července 1789 a byl mezi těmi, kteří zatkli guvernéra de Launay. Byl také jedním z vůdců pochodu na Versailles 5. a 6. října 1789. Prohlásil se za mluvčího pařížského davu a vyšplhal na tribunu Ústavodárného shromáždění, aby přečetl prohlášení účastníků pochodu, kteří požadovali snížení cen chleba. V roce 1790 byl jmenován kapitánem Národní gardy. Dne 17. července 1791 podepsal petici na Martově poli vyzývající k vytvoření republiky.
V září 1792 byl obviněn Pařížskou komunou z podílu na masakrech vězňů. Jako předseda improvizovaného tribunálu ve věznici Abbaye propustil markýze Charlese Françoise de Virot de Sombreuil díky jeho dceři Marie-Maurille. Během teroru byl dvakrát zatčen ve spojení s hébertisty. Zemřel v chudobě ve věku třiceti let na tuberkulózu.